# Липовиці (Псковська область)
Липовиці (рос. Липовицы) — присілок в Питаловському районі Псковської області Російської Федерації.
Населення становить 2 особи. Входить до складу муніципального утворення Гавровська волость.

## Історія
Від 2015 року входить до складу муніципального утворення Гавровська волость.

## Населення
| 2002 | 2010 |
| ---- | ---- |
| 3    | ↘2   |